# هوتشكيس (كولورادو)
هوتشكيس (بالإنجليزية: Hotchkiss, Colorado)‏ هي بلدة تقع في مقاطعة دلتا بولاية كولورادو في الولايات المتحدة. تبلغ مساحتها 1.7 (كم²)، وترتفع عن سطح البحر 1625 م، بلغ عدد سكانها 968 نسمة في عام 2000 حسب إحصاء مكتب تعداد الولايات المتحدة وتصل الكثافة السكانية فيها 569.4 نسمة/كم2.

## وصلات خارجية
- The US50 - Cities and Towns in Colorado State
- Colorado Cities and Towns, Facts, Map, Flag, Colleges, Government, and More